# Gianni Crea
Gianni Crea, né le 4 janvier 1938 à Siderno dans la région de la Calabre, est un réalisateur et scénariste italien, notamment connu pour ses westerns spaghettis réalisés dans les années 1960 et 1970.

## Biographie
Il commence à travailler dans le milieu de l'industrie cinématographique dans les années 1960, collaborant comme assistant-réalisateur de Gianni Puccini sur le film à sketches Meurtre à l'italienne (Io uccido, tu uccidi) en 1965.
Il passe à la réalisation en 1969 avec le western spaghetti La Loi de la violence (Legge della violenza - Tutti o nessuno), avec Giorgio Cerioni et Ángel Aranda dans les rôles principaux. Il se spécialise dans ce genre et signe quatre films supplémentaires, dont Si je te rencontre, je te tue (Se t'incontro t'ammazzo) en 1971 avec Donald O'Brien, Gordon Mitchell et Femi Benussi et Une corde à l'aube (Il magnifico west), avec Vassili Karis, Mitchell et la débutante Fiorella Mannoia.
Après le déclin de ce genre, il signe en 1978 le drame policier Non sparate sui bambini, avec Antonella Lualdi et Eleonora Giorgi, avant de terminer sa carrière sur des réalisations confidentielles.

## Filmographie

### Comme réalisateur et scénariste
- 1969 : La Loi de la violence (Legge della violenza - Tutti o nessuno)
- 1971 : Si je te rencontre, je te tue (Se t'incontro t'ammazzo)
- 1972 : Une corde à l'aube (Il magnifico west)
- 1973 : ...E il terzo giorno arrivò il corvo
- 1975 : I sette del gruppo selvaggio
- 1978 : Non sparate sui bambini
- 1982 : Pè sempe (it)
- 1984 : Liberate Emanuela (it)
- 1992 : Mistero

## Sources
- (it) Roberto Poppi et Roberto Chiti, Dizionario del cinema italiano : I film, vol. 5, dal 1980 a 1989, Rome, Gremese, 2000, 386 p. (ISBN 978-88-7742-429-7, lire en ligne), p. 128
- (en) Thomas Weisser, Spaghetti Westerns--the Good, the Bad and the Violent : A Comprehensive, Illustrated Filmography of 558 Eurowesterns and Their Personnel, 1961-1977, Jefferson, McFarland, 2005, 498 p. (ISBN 978-0-7864-2442-9, lire en ligne), p. 229-230
- Roberto Curpi, Italian Crime Filmography, 1968-1980, Jefferson, McFarland & Co Inc, 2013, 332 p. (ISBN 978-0-7864-6976-5, lire en ligne), p. 243.